# Celle Ligure
Celle Ligure (im Ligurischen: Çelle) ist eine italienische Gemeinde mit 4817 Einwohnern (Stand 31. Dezember 2023) in der Region Ligurien. Sie liegt in der Provinz Savona und zählt zu den wichtigsten Tourismuszielen an der Riviera di Ponente.

## Geographie

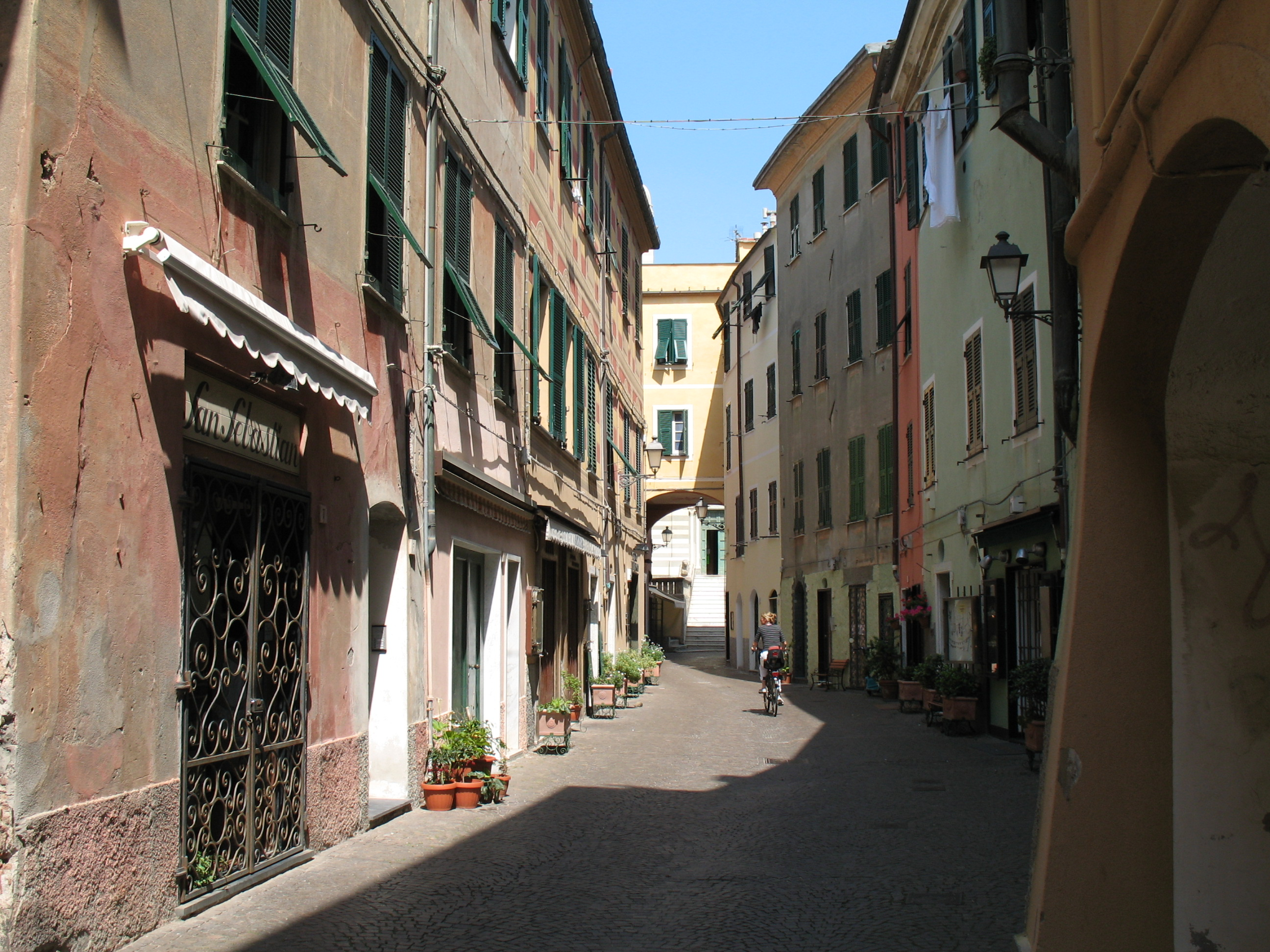
Altstadt

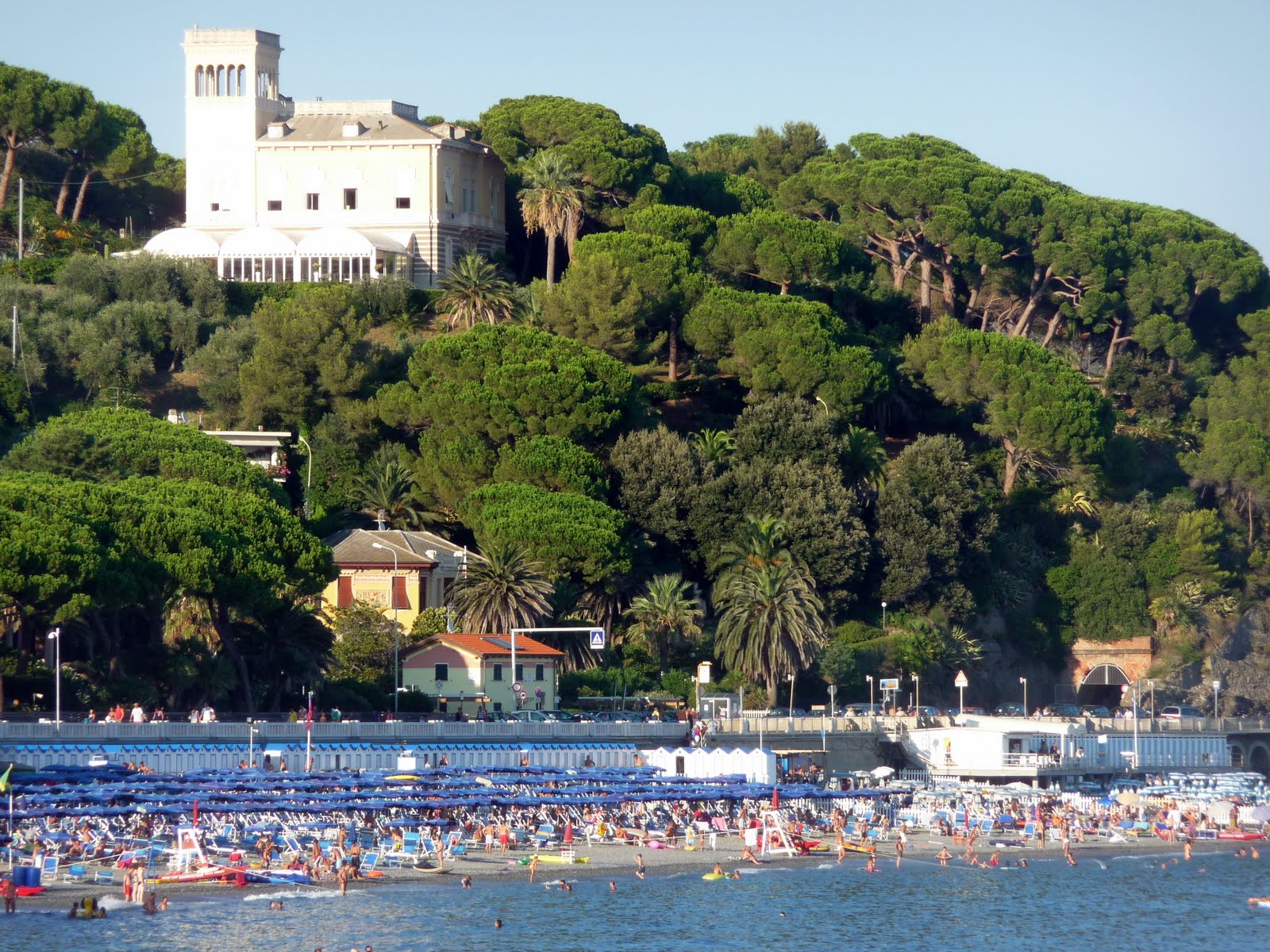
Strandleben

Die Gemeinde gehört zu der Comunità Montana del Giovo und befindet sich circa sieben Kilometer entfernt von der Provinzhauptstadt Savona. 2007 wurde Celle Ligure für die ausgezeichnete Qualität seiner Strände die Blaue Flagge verliehen. Diese Auszeichnung erhält die Gemeinde jährlich seit 1995.
Nach der italienischen Klassifizierung bezüglich seismischer Aktivität wurde Celle Ligure der Zone 4 zugeordnet. Das bedeutet, dass sich die Gemeinde in einer seismisch inerten Zone befindet.

## Klima
Die Gemeinde Celle Ligure wird unter Klimakategorie D klassifiziert, da die Gradtagzahl einen Wert von 1490 besitzt. Das heißt, die in Italien gesetzlich geregelte Heizperiode liegt zwischen dem 1. November und dem 15. April für jeweils zwölf Stunden pro Tag.

## Verkehr
Der Bahnhof von Celle Ligure liegt an der Bahnstrecke Genua–Ventimiglia. Im Norden der Gemeinde verläuft die Autostrada A10 Mailand – Ventimiglia auf getrennten Richtungsfahrbahnen. Hier gibt es auch eine Autobahnanschlussstelle. Im Süden in der Nähe der Küste verläuft die Strada Statale 1 Via Aurelia, die von Rom nach Ventimiglia führt.

## Städtepartnerschaften
Celle Ligure unterhält seit 2001 eine Partnerschaft mit Celle in Niedersachsen.

## Persönlichkeiten
- Sixtus IV. (1414–1484), Papst
- Pietro Costa (1849–1901), Bildhauer
- Giuseppe Olmo (1911–1992), Radrennfahrer und Olympiasieger